# Pujo-le-Plan

Pujo-le-Plan este o comună în departamentul Landes din sud-vestul Franței. În 2009 avea o populație de 580 de locuitori.

## Evoluția populației
| An        | 1975 | 1982 | 1990 | 1999 | 2006 | 2009 |
| --------- | ---- | ---- | ---- | ---- | ---- | ---- |
| Populație | 405  | 476  | 527  | 544  | 570  | 580  |